# 湖南淫羊藿
湖南淫羊藿（学名：Epimedium hunanense）为小檗科淫羊藿属下的一个种。

## 扩展阅读
- 維基物種上的相關：湖南淫羊藿